# Steatogenys
Steatogenys es un género de peces de la familia Hypopomidae. Fue descrito por George Albert Boulenger en 1898.

## Especies
- Steatogenys duidae (La Monte, 1929)
- Steatogenys elegans (Steindachner, 1880)
- Steatogenys ocellatus Crampton, Thorsen y Albert, 2004